# بال‌توریان ابریشمی
بال‌توریان ابریشمی (نام علمی: Psychopsidae) نام یک تیره از راسته بال‌توری‌سانان است.